# Фахретдинов, Инсаф Ильясович
Инсаф Ильясович Фахретдинов (тат. Инсаф Ильяс улы Фәхретдинов; 27 апреля 1951, Губаха, Молотовская область, РСФСР, СССР) — драматический актёр, актёр Мензелинского (1973—1990) и Набережночелнинского (1990―2023) татарских государственных театров. Народный артист Республики Татарстан (1997), заслуженный артист РФ (2013). Лауреат премий имени Дамира Сиразиева (2013) и «Тантана» (2014, 2017).

## Биография
Родился 27 апреля 1951 года в городе Губахе Молотовской области в семье шахтёра с четырьмя детьми. В шесть лет семья переехала в село Кзыл-Байрак Ворошиловского района Татарской АССР (ныне Тукаевский район). Окончил начальную школу Кзыл-Байрака, Яна-Булякскую восьмилетнюю, Тлянче-Тамакскую средние школы, Ленинградский институт театра, музыки и кинематографии. В институте учились Михаил Боярский, Елена Драпеко, Ильдус Ахметзянов, Луара Шакирзянова, Шамиль Бариев, Рустам Абдуллаев и другие известные в театральном мире лица. После окончания театрального учебного заведения по собственному желанию вернулся на работу в Мензелинский театр, где прослужил 17 лет. 1990 год — в год основания Набережночелнинского татарского театра режиссёр Мензелинского театра Ф. Ибрагимов увёз из Мензелинска в Набережные Челны четырёх артистов, в том числе Инсафа Фахретдинова, Альфию Колмакову, Марьям Зайнетдинову.
Работая в Мензелинске, в 1984 году получил звание заслуженного артиста ТАССР. С 1990 по 2003 год работал в Татарском театре Набережных Челнов.